# Andrej Dimitrijevič Linde
Andrej Dimitrijevič Linde [andréj dimítrijevič línde] (rusko Андре́й Дми́триевич Ли́нде), rusko-ameriški fizik in kozmolog, * 2. marec 1948, Moskva, Rusija.

## Življenje in delo
Linde je leta 1972 diplomiral iz fizike na Moskovski državni univerzi (MGU). Leta 1975 je doktoriral na Fizikalnem inštitutu Lebedjeva s področja teorije kozmoloških faznih prehodov. Na Inštitutu je leta 1985 postal profesor fizike. V letu 1989 se je zaposlil na Oddelku za teoretično fiziko v CERN-u in leta 1990 je postal profesor fizike na stanfordski univerzi.
Najbolj znan je po modelu kaotične inflacije v razvoju zgodnjega Vesolja, ki jo je razvil leta 1982.
Leta 2002 je od Mednarodnega središča za teoretično fiziko Abdusa Salama (ICTP) skupaj z Guthom in Steinhardtom prejel Diracovo medaljo za razvoj pojma kozmične inflacije v kozmologiji.